# São Nicolau (Rio Grande do Sul)
São Nicolau is een gemeente in de Braziliaanse deelstaat Rio Grande do Sul. De gemeente telt 5.959 inwoners (schatting 2009).

## Aangrenzende gemeenten
De gemeente grenst aan Dezesseis de Novembro, Garruchos, Pirapó, Santo Antônio das Missões en São Luiz Gonzaga.

### Landsgrens
En met als landsgrens aan de gemeente Concepción de la Sierra en Santa María in het departement Concepción in de provincie Misiones met het buurland Argentinië.